# Bessels olikhet
Bessels olikhet (efter Friedrich Wilhelm Bessel) är inom matematik, speciellt funktionalanalys, en olikhet som beskriver hur element i inre produktrum förehåller sig till ortonormala följder.
Om {\displaystyle H} är ett inre produktrum och {\displaystyle e_{1},e_{2},e_{3},...} en ortonormal följd i {\displaystyle H}, så gäller det att för alla {\displaystyle x} i {\displaystyle H} att:
{\displaystyle \sum _{k=1}^{\infty }|\langle x,e_{k}\rangle |^{2}\leq \|x\|^{2}}
där {\displaystyle \langle \cdot ,\cdot \rangle } är den inre produkten. Bessels olikhet ger att summan
{\displaystyle \sum _{k=1}^{\infty }\langle x,e_{k}\rangle e_{k}}
konvergerar.